# Climbach
Climbach település Franciaországban, Bas-Rhin megyében. Lakosainak száma 474 fő (2022. január 1.). Climbach Cleebourg, Lampertsloch, Lembach, Wingen és Wissembourg községekkel határos.

## Népesség
A település népességének változása:
| Lakosok száma | 503  | 464  | 450  | 440  | 435  | 429  | 444  | 459  | 474  |
|               | 2013 | 2015 | 2016 | 2017 | 2018 | 2019 | 2020 | 2021 | 2022 |